# Kanton Bohain-en-Vermandois

Gemeinden des Kantons

Der Kanton Bohain-en-Vermandois ist ein französischer Wahlkreis im Département Aisne in der Region Hauts-de-France. Er umfasst 31 Gemeinden im Arrondissement Saint-Quentin, sein bureau centralisateur ist in Bohain-en-Vermandois.

## Gemeinden
Der Kanton besteht aus 31 Gemeinden mit insgesamt 21.801 Einwohnern (Stand: 1. Januar 2022) auf einer Gesamtfläche von 286,85 km²:
| Gemeinde                    | Einwohner 1. Januar 2022 | Fläche km² | Dichte Einw./km² | Code INSEE | Postleitzahl |
| --------------------------- | ------------------------ | ---------- | ---------------- | ---------- | ------------ |
| Aubencheul-aux-Bois         | 243                      | 2,11       | 115              | 02030      | 02420        |
| Beaurevoir                  | 1.324                    | 21,73      | 61               | 02057      | 02110        |
| Becquigny                   | 263                      | 4,67       | 56               | 02061      | 02110        |
| Bellenglise                 | 379                      | 6,40       | 59               | 02063      | 02420        |
| Bellicourt                  | 561                      | 9,77       | 57               | 02065      | 02420        |
| Bohain-en-Vermandois        | 5.724                    | 31,74      | 180              | 02095      | 02110        |
| Bony                        | 139                      | 7,98       | 17               | 02100      | 02420        |
| Brancourt-le-Grand          | 558                      | 13,14      | 42               | 02112      | 02110        |
| Croix-Fonsomme              | 187                      | 9,37       | 20               | 02240      | 02110        |
| Estrées                     | 408                      | 7,04       | 58               | 02291      | 02420        |
| Étaves-et-Bocquiaux         | 546                      | 13,68      | 40               | 02293      | 02110        |
| Fontaine-Uterte             | 135                      | 5,77       | 23               | 02323      | 02110        |
| Fresnoy-le-Grand            | 2.915                    | 15,07      | 193              | 02334      | 02230        |
| Gouy                        | 570                      | 17,60      | 32               | 02352      | 02420        |
| Hargicourt                  | 551                      | 8,12       | 68               | 02370      | 02420        |
| Joncourt                    | 326                      | 7,25       | 45               | 02392      | 02420        |
| Le Catelet                  | 185                      | 0,41       | 451              | 02143      | 02420        |
| Lehaucourt                  | 832                      | 9,37       | 89               | 02374      | 02420        |
| Lempire                     | 129                      | 2,62       | 49               | 02417      | 02420        |
| Levergies                   | 541                      | 7,67       | 71               | 02426      | 02420        |
| Magny-la-Fosse              | 122                      | 3,63       | 34               | 02451      | 02420        |
| Montbrehain                 | 813                      | 9,90       | 82               | 02500      | 02110        |
| Montigny-en-Arrouaise       | 317                      | 9,77       | 32               | 02511      | 02110        |
| Nauroy                      | 672                      | 6,27       | 107              | 02539      | 02420        |
| Prémont                     | 686                      | 12,21      | 56               | 02618      | 02110        |
| Ramicourt                   | 147                      | 3,82       | 38               | 02635      | 02110        |
| Seboncourt                  | 1.085                    | 11,80      | 92               | 02703      | 02110        |
| Sequehart                   | 211                      | 6,38       | 33               | 02708      | 02420        |
| Serain                      | 390                      | 6,65       | 59               | 02709      | 02110        |
| Vendhuile                   | 574                      | 10,96      | 52               | 02776      | 02420        |
| Villeret                    | 268                      | 3,95       | 68               | 02808      | 02420        |
| Kanton Bohain-en-Vermandois | 21.801                   | 286,85     | 76               | 0201       | –            |

Bis zur Neuordnung gehörten zum Kanton Bohain-en-Vermandois die 13 Gemeinden Becquigny, Bohain-en-Vermandois, Brancourt-le-Grand, Croix-Fonsomme, Fontaine-Uterte, Fresnoy-le-Grand, Montbrehain, Montigny-en-Arrouaise, Prémont, Ramicourt, Seboncourt, Serain und Étaves-et-Bocquiaux. Sein Zuschnitt entsprach einer Fläche von 147,59 km2. Er besaß vor 2015 den INSEE-Code 0203.

## Einwohner
| Bevölkerungsentwicklung | Bevölkerungsentwicklung |
| Jahr                    | Einwohner               |
| ----------------------- | ----------------------- |
| 1962                    | 15.437                  |
| 1968                    | 16.596                  |
| 1975                    | 17.058                  |
| 1982                    | 16.519                  |
| 1990                    | 15.888                  |
| 1999                    | 15.342                  |
| 2006                    | 14.559                  |
| 2011                    | 14.366                  |

## Politik
| Vertreter im Départementsrat | Vertreter im Départementsrat      | Vertreter im Départementsrat |
| Amtszeit                     | Namen                             | Partei                       |
| ---------------------------- | --------------------------------- | ---------------------------- |
| 2015–                        | Michel Collet Monique Sebastijana | –                            |